# Конкен
Конкен (њем. Konken) општина је у њемачкој савезној држави Рајна-Палатинат. Једно је од 98 општинских средишта округа Кузел. Према процјени из 2010. у општини је живјело 755 становника. Посједује регионалну шифру (AGS) 7336052.

## Географски и демографски подаци
Конкен се налази у савезној држави Рајна-Палатинат у округу Кузел. Општина се налази на надморској висини од 334 метра. Површина општине износи 7,0 km². У самом мјесту је, према процјени из 2010. године, живјело 755 становника. Просјечна густина становништва износи 107 становника/km².